# Antônio dos Santos Cunha
Antônio dos Santos Cunha foi um compositor de origem provavelmente portuguesa, que atuou na produção de música sacra em São João del-Rei entre cerca de 1800 a 1822, não sendo ainda conhecidos local e data de nascimento e de falecimento.

## Atuação em São João del-Rei
Antônio dos Santos Cunha nasceu provavelmente em Portugal, onde José Maria Neves pesquisou cerca de 20 de seus homônimos que se dedicaram à música, sem que ainda tenha sido estabelecida sua origem precisa. Em São João del-Rei filiou-se à Ordem Terceira do Carmo em 1800 e à Irmandade do Senhor Bom Jesus dos Passos em 1801, tendo se ausentado para Lisboa em 1815 sem que seja conhecida a data do seu retorno ao Brasil.
Existem várias fontes musicais autógrafas nos arquivos da Orquestra Ribeiro Bastos, da Orquestra Lira Sanjoanense e do Cabido Metropolitano do Rio de Janeiro, havendo, neste último, uma partitura autógrafa da Missa e Credo a Cinco Vozes com dedicatória ao Imperador Pedro I em 1822, última data conhecida de sua atividade musical. Nessa dedicatória, Antônio do Santos Cunha informa que compunha “nos poucos e curtos instantes [...] entre os deveres do emprego e os cuidados de família”, aparentando uma situação de pouca dependência da atividade musical. A Missa e Credo a Cinco Vozes não foi dedicada à proclamação da Independência, mas ao “Dia do Fico”, ocorrido a 9 de janeiro de 1822, quando o então príncipe-regente negou-se a atender à solicitação das cortes portuguesas para retornar à metrópole.
A proximidade dos solos vocais de Antônio do Santos Cunha com aqueles da ópera italiana é tão intensa que esse argumento tem sido usado para fortalecer a hipótese de origem portuguesa do compositor.

## Composições conhecidas
Edilson Rocha estabeleceu a existência de oito obras deste autor, considerando a Missa e Credo a Cinco Vozes como duas e as Matinas da Semana Santa como três composições distintas:
Missa a Quatro Vozes
Missa e Credo a Cinco Vozes
Matinas de Quinta-feira Santa
Matinas de Sexta-feira Santa
Matinas de Sábado Santo
Pange lingua (para baixo solista)
Novena de Nossa Senhora da Boa Morte

## Edições

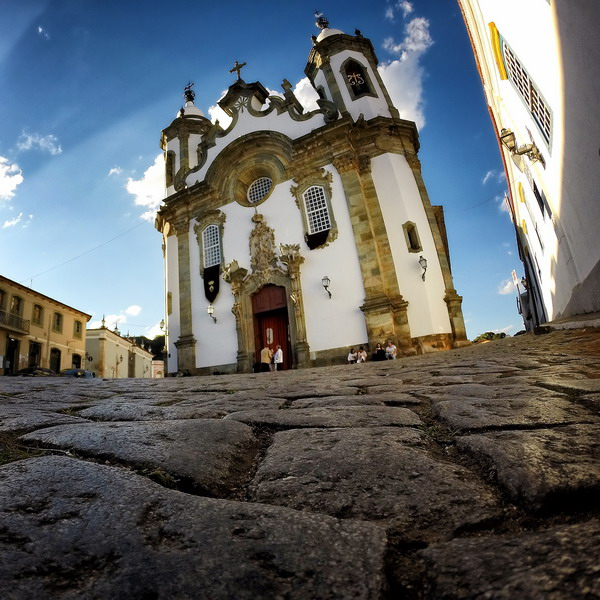
Capela da Ordem Terceira de Nossa Senhora do Carmo de São João del-Rei, à qual Antônio dos Santos Cunha foi filiado

Até o presente apenas foram impressos apenas o Hino Assumptionem Virginis Mariæ e Antífona Maria Mater gratiæ, ambas da Novena de Nossa Senhora da Boa Morte, na Coleção Música Sacra Mineira (n.4), e a Missa e Credo a Cinco Vozes, em um volume exclusivamente dedicado a esse compositor (v.4) na série Patrimônio Arquivístico-Musical Mineiro (2011), coordenada por Paulo Castagna, havendo gravação desta última em 1981 pela Orquestra Ribeiro Bastos.

## Symphonia Colonialis
Antônio dos Santos Cunha foi um dos compositores que inspirou a criação do personagem Antônio Francisco da Cunha, no filme teuto-brasileiro Symphonia Colonialis (do diretor alemão Georg Brintrup), lançado de 1991. Nesse filme a Orquestra Ribeiro Bastos, regida por José Maria Neves, ensaia a Missa Grande a Quatro Vozes de Antônio dos Santos Cunha e alguns músicos manuseiam cópias antigas dessa obra, enquanto um musicólogo visitante, durante os ensaios, imagina a vida do compositor fictício Antônio Francisco da Cunha, desde seus estudos durante a escravidão até seu envolvimento com a Inconfidência Mineira e sua busca por liberdade.